# Vụ ám sát JonBenét Ramsey
JonBenét Patricia Ramsey (ngày 6 tháng 8 năm 1990 – ngày 26 tháng 12 năm 1996) là một hoa hậu nhí người Mỹ, có cha mẹ là John Bennett và Patsy Ramsey, cùng anh trai Burke. Vào đêm ngày 25 tháng 12 năm 1996, khi được sáu tuổi, cô bé bị giết trong chính nhà riêng ở số 755, phố 15, thành phố Boulder, Colorado. Ban đầu khi không tìm thấy Ramsey, gia đình đã gọi 9-1-1 báo mất tích, nhưng sau đó họ đã tìm thấy thi thể con gái dưới tầng hầm. Cô bị chấn thương sọ não, cổ bị thắt bằng dây. Khám nghiệm pháp y cho thấy nguyên nhân tử vong chính thức là bị "siết cổ gây ngạt thở, kèm theo chấn thương sọ não", qua đó đây được xét là một vụ giết người. Vụ án nhận được nhiều quan tâm của truyền thông, một phần do mẹ cô, Patsy Ramsey, cũng từng là hoa hậu, và thời điểm đó đang đưa JonBenét đi thi nhiều cuộc thi sắc đẹp.
Ban đầu, cảnh sát Boulder nghi ngờ mảnh giấy tống tiền là do chính Patsy viết, và hiện trường vụ án đã được hai vợ chồng dàn dựng để che giấu sự thật. Thời điểm năm 1999, cảnh sát và công tố viên (CTV) đều cho biết anh trai Burke, chín tuổi khi vụ án xảy ra, không phải là nghi phạm. Trong khi đó, cha mẹ Ramsey tham gia một vài phỏng vấn truyền hình về sự việc này, nhưng chỉ trả lời thẩm vấn của cảnh sát khi cả hai cảm thấy muốn. Năm 2013, người ta tìm thấy một tài liệu của toà án trong đó nói rằng, năm 1999, một đại bồi thẩm đoàn (grand jury) đã đề nghị xét nhà Ramsey tội bỏ bê trẻ em trong hoàn cảnh nguy hiểm. John và Patsy cũng bị buộc tội cản trở thi hành án đối với một người (không rõ danh tính) đã "bị kết tội giết người cấp độ một và lạm dụng trẻ em gây tử vong". Tuy nhiên, bên CTV kết luận rằng chưa có đủ bằng chứng để tuyên án hai vợ chồng.
Năm 2002, một CTV mới tiếp nhận vụ án, điều tra theo hướng có kẻ đã đột nhập vào nhà để gây án. Năm 2003, mẫu DNA lấy từ quần áo của cô bé cho thấy thuộc về một nam giới không rõ danh tính và không khớp với các thành viên trong gia đình. Năm 2008, bên CTV viết thư xin lỗi nhà Ramsey, thông báo rằng họ "hoàn toàn trong sạch", xét trên bằng chứng DNA. Trong một phỏng vấn năm 2015, cựu cảnh sát Boulder, Mark Beckner cho biết ông tin rằng mẫu DNA không rõ này chính là của hung thủ. Năm 2009, cảnh sát Boulder lấy lại thông tin từ CTV và mở lại vụ án.
Về phía truyền thông, có nhiều bài báo về những cuộc thi mà JonBenét đã tham gia, khối tài sản của vợ chồng Ramsey cũng như những manh mối bất thường ở hiện trường vụ án. Các hãng tin khác nghi ngờ cách làm việc của cảnh sát. Những việc này đã khiến cho gia đình Ramsey gửi đơn kiện một số tờ báo về tội bôi nhọ danh dự. Hiện đây vẫn là một vụ án chưa có lời giải và đang được điều tra.

## Tiểu sử

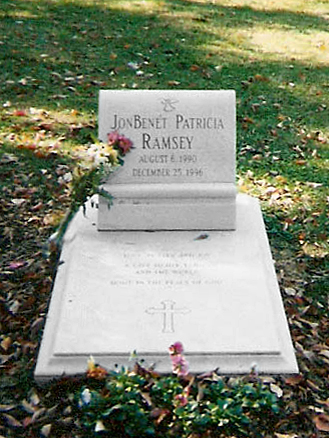
Mộ JonBenét tại Marietta, Georgia

JonBenét Patricia Ramsey sinh ngày 6 tháng 8 năm 1990 tại Atlanta, Georgia, con gái của Patricia "Patsy" Ramsey (1956–2006) và John Bennett Ramsey (1943). Cô có một anh trai là Burke (1987). Tên cô kết hợp giữa tên chính và tên đệm của cha, còn tên đệm là tên chính của mẹ. Cô học mẫu giáo High Peaks Elementary School ở Boulder, Colorado.
Thi thể của cô được tìm thấy ngày 26 tháng 12 năm 1996, và được chôn cất tại Nghĩa trang Giáo hội St. James, Marietta, Georgia vào ngày 31 cùng tháng. JonBenét an nghỉ cạnh chị cùng cha khác mẹ Elizabeth Pasch Ramsey, mất trong một vụ tai nạn ô tô năm năm trước đó khi cô 22 tuổi.

## Bằng chứng

### Nhân chứng
Hàng xóm Scott Gibbons cho biết nửa đêm hôm đó khi nhìn từ cửa sổ nhà bếp, ông nhìn thấy bếp nhà Ramsey bật đèn sáng mờ. Hàng xóm Melody Stanton chia sẻ bà giật mình tỉnh giấc lúc nửa đêm khi nghe thấy tiếng trẻ con hét từ nhà bên.

### Thư tống tiền
Patsy Ramsey báo cáo bà tìm được thư tống tiền viết tay dài hai trang rưỡi nằm ở cầu thang nhà bếp, trong đó bắt gia đình phải nộp tiền chuộc 118.000 đô la Mỹ. John chia sẻ con số này gần bằng khoản tiền thưởng Giáng Sinh mà ông nhận được năm ngoái, và rằng rất có thể ai đó ở nơi ông làm đã hãm hại con gái. Dựa vào chi tiết này, cảnh sát đã rà soát lại những nhân viên ở Access Graphics nơi John làm việc. Họ cho biết lá thư cũng có thể liên quan tới bài Thánh Vịnh thứ 118 trong đạo Thiên Chúa và đã làm việc với những người có kiến thức liên quan để điều tra thêm.
Bức thư được cho là có một vài tương đồng với lời thoại trong một số phim Ruthless People, Ransom, Escape from New York, Speed và Dirty Harry.
Thư viết dài một cách khả nghi, FBI đánh giá việc viết một lá thư tống tiền dài như vậy ở hiện trường là điều bất thường. Trong khi đó, cảnh sát nghi ngờ nó là giả vì trên thư không có bất cứ dấu vân tay nào khác ngoài của Patsy và các nhà chức trách khám nghiệm vụ việc, và trong thư, thủ phạm có vẻ sử dụng dấu câu và viết tắt một cách cố ý. Bức thư và cả bản nháp đều được viết bằng giấy bút trong nhà Ramsey. Theo báo cáo của Cục Điều tra Colorado (CBI), có những "đánh giá cho rằng người viết thư chính là Patricia Ramsey." Tuy nhiên, tất cả các thông tin trên không đi tới kết luận cuối cùng. Michael Baden, một nhân viên pháp y được cấp bằng, cho biết ông chưa từng nhìn thấy một lá thư tống tiền nào như vậy trong sự nghiệp của mình, và đánh giá nó không phải do một người lạ bên ngoài viết.

### Báo 911 và tìm kiếm ban đầu
Những người được cho là có mặt trong ngôi nhà tối hôm đó chỉ có người nhà Ramsey: Patsy, John và Burke. Tuy thư tống tiền cấm liên hệ cảnh sát hay người thân, nhưng Patsy vẫn gọi cho cảnh sát lúc 5:52 phút sáng (giờ MST). Bà cũng gọi cho cả người nhà và bạn bè. Hai cảnh sát trả lời cuộc gọi 9-1-1 và tới nhà trong vòng ba phút. Họ khám xét nhanh tư gia nhưng không nhận thấy dấu hiệu đột nhập.
Cảnh sát Rick French đi xuống tầng hầm và thấy một căn phòng có cài then. Ông không mở ra vì cho rằng kẻ đột nhập phải chạy thoát qua một lối cửa mở, và nếu đã thoát ra ngoài thì không thể chốt như vậy được. Thi thể của JonBenét sau đó được tìm thấy trong phòng này.
John trong lúc này chuẩn bị tiền chuộc. Một đội khám nghiệm hiện trường được cử tới nhưng chỉ niêm phong phòng ngủ của JonBenét vì họ tin rằng cô bé bị bắt cóc, các khu vực khác của căn nhà không được niêm phong. Cùng lúc này, gia đình và người thân của Ramsey tới hỗ trợ, khiến cho hiện trường nhiều khả năng đã bị phá huỷ. Thám tử Linda Arndt tới lúc 8:00 sáng để theo dõi hung thủ nhưng không có ai nhận tiền chuộc.

### Phát hiện thi thể
Lúc 13:00, Arndt đề nghị John Ramsey và Fleet White, một người bạn của gia đình, kiểm tra lại ngôi nhà xem "có gì bất thường không." Họ đi xuống tầng hầm, John mở cửa căn phòng mà French bỏ qua lúc trước và phát hiện thi thể con gái. JonBenét bị bịt miệng bằng băng dính, cổ và tay bị buộc bằng dây nylon còn thân bọc trong một chiếc chăn màu trắng. John bế con lên trên tầng, hiện trường tầng hầm sau đó được báo cáo là tiếp tục bị phá huỷ, gây khó khăn cho cảnh sát.
Nhà Ramsey cung cấp chữ viết tay, mẫu máu và tóc cho cảnh sát. John và Patsy tham gia buổi thẩm tra sơ bộ trong vòng hai giờ, Burke cũng được phỏng vấn trong vài tuần sau cái chết của em gái.

### Khám nghiệm
JonBenét được kết luận tử vong do siết cổ gây ngạt thở, kèm theo chấn thương sọ não, không có bằng chứng hiếp dâm rõ ràng, nhưng không loại trừ khả năng bị xâm hại tình dục. Khám nghiệm cho thấy có chấn thương âm hộ nhưng không tìm thấy tinh dịch, báo cáo chỉ ra rằng một chiếc cọ vẽ đã được dùng để xâm hại và siết cổ cô bé. Pháp y cũng cho biết vùng âm đạo có thể đã được lau bằng khăn. Tổng quan, đây được kết luận là một vụ giết người.
Sợi dây nylon và đoạn cọ vẽ được cho là hung khí dùng để buộc chặt cổ nạn nhân. Một phần của đầu cọ đã được phát hiện còn phần đuôi cọ thì không tìm thấy dù cảnh sát đã khám xét những ngày sau đó.
Kiểm tra dạ dày phát hiện có "một mảnh rau hoặc trái cây giống như miếng dứa" mà JonBenét đã ăn trước khi chết một vài giờ. Ảnh chụp hiện trường cũng cho thấy có một bát dứa và thìa trên bàn bếp. John và Patsy đều nói rằng không nhớ có bát dứa như vậy hoặc là đã cho con ăn dứa. Về phía cảnh sát, họ cho biết tìm thấy vân tay Patsy trên chiếc bát.

### Mẫu máu
Tháng 12 năm 2003, phía pháp y xét nghiệm mẫu máu khả nghi trên quần lót của JonBenét. DNA thu được thuộc về một nam giới không rõ danh tính, không khớp với nhà Ramsey. Mẫu xét nghiệm này được gửi tới hệ thống lưu trữ của FBI (CODIS) với hơn 1,6 triệu mẫu DNA nhưng không tìm được bản nào khớp. Tháng 10 năm 2016, một báo cáo cho biết họ đã dùng công nghệ phân tích hiện đại hơn và thấy rằng mẫu này chứa DNA của ba người, bao gồm cả JonBenét.
Trưởng bộ phận điều tra A. James Kolar của văn phòng công tố cho biết trên sợi dây và cây cọ vẽ còn có thêm các mẫu DNA của nam giới, mà công tố viên Mary Lacy trước đó không đề cập tới. Tổng cộng sau khi kiểm tra, có sáu mẫu DNA thuộc về những cá nhân khác nhau. Cựu nhân viên FBI Candice Delong tin rằng mẫu DNA trùng khớp ở các vị trí khác nhau trên hiện trường là của thủ phạm. Nhân viên pháp y Michael Baden cho biết, "các mẫu DNA có thể vô tình lưu lại ở nhiều vị trí và trên quần áo theo nhiều cách khác nhau. Không có bằng chứng pháp y nào khẳng định hung thủ là một kẻ lạ mặt."

### Bài viết
- "Police question Boulder 'Santa,' wife". Daily Camera. Associated Press. ngày 3 tháng 3 năm 1997.
- Maloney, J.J. (ngày 25 tháng 10 năm 2013). "The Murder of JonBenét Ramsey". Crime Magazine. Bản gốc lưu trữ tháng 11 29, 2014. Truy cập tháng 11 19, 2014.
- Prendergast, Alan (ngày 12 tháng 10 năm 2006). "Made for Each Other: The Karr fiasco is over, but Michael Tracey's quest for unlikely suspects in the Ramsey case goes on and on". Westword. Bản gốc lưu trữ ngày 28 tháng 7 năm 2014. Truy cập ngày 21 tháng 11 năm 2013.
- Sebastian, Matt (ngày 17 tháng 2 năm 1999). "Police sought mom's arrest". Daily Camera. Bản gốc lưu trữ ngày 17 tháng 10 năm 2016. Truy cập ngày 1 tháng 9 năm 2018.
- Thomas, Steve (ngày 6 tháng 8 năm 1998). "The Thomas resignation letter - "We were trying to deliver a murder case with hands tied behind our backs."". Daily Camera.

### Video
- "City under siege: The news media's coverage and Boulder officials' secretive handling of the investigation into the murder of JonBenét Ramsey". Nightline. ngày 31 tháng 1 năm 1997. LCCN 00568713. ABC.
- "Case Closed: The Boulder Police Department's investigation into murder of JonBenét Ramsey". Nightline. ngày 30 tháng 5 năm 1997. LCCN 00571015. ABC.
- Edward Lucas, director (2000). Getting Away with Murder: The JonBenet Ramsey Story (television). Fox Broadcasting Company. LCCN 2003632300.
- Bill Kurtis, executive producer (2000). Investigative reports. Jon Benét – anatomy of an investigation (television). A&E Television Networks. LCCN 2001646808.
- "JonBenét Ramsey". Haunting Evidence (television). Court TV. ngày 4 tháng 10 năm 2008. LCCN 2009595419.
- Jim Clemente, Laura Richards, Stan Burke, James Fitzgerald, James Kolar, Henry Lee, Cyril Wecht, Werner Spitz (2016). The Case of: JonBenét Ramsey (television). Critical Content (CBS broadcaster).
- David Mills and Janet Taylor (ngày 5 tháng 9 năm 2016). The Killing of JonBenét: The Truth Uncovered (television). Mills Productions for A&E network.
- Netflix released a documentary on the case Casting JonBenet on April 28, 2017.
- Netflix released a second three-part documentary, Cold Case: Who Killed JonBenet Ramsey on November 25, 2024.